# Verdenshistorien 1. del: En plads på jorden
|  | Denne artikel er oprettet af botten PalnaBot ud fra en ekstern database. Den kan derfor have sproglige fejl eller mangler. Denne skabelon kan fjernes efter kontrol af indholdet. |

Verdenshistorien 1. del: En plads på jorden er en børnefilm fra 1993 instrueret af Anders Sørensen, Per Tønnes Nielsen, Hans Perk efter manuskript af Anders Sørensen. Den blev fulgt op af Verdenshistorien 2. del: En plads i himlen i 1994.

## Handling
Verden skabes for 4,5 mia. år siden. Den er gold, men selve livet opstår i vand og sollys, og nogle skabninger forlader vandet. På jorden skabes mange arter dyr og de store dinosaurer hersker, indtil en kæmpemeteor forandrer forholdene på jorden, så de store dyr uddør. Pattedyrene tager over, og en skønne dag forlænger en abe sin arm med en kølle: Mennesket er skabt. Og mennesket bygger huse, fanger dyr og dyrker jorden. Men fanger også andre mennesker, ofrer dyr og mennesker til guderne, opfinder krig, indkomstskat, politikere og den professionelle hær og skriftsprog, demokrati og filosofi. Den romerske kejser Augustus vil en dag afholde mandtal. Men Josef er bekymret. Barnet er ikke hans. Hvem er barnets far? Med fantasi og smittende humor fortælles vores eventyrlige verdenshistorie.